# Kristian Reichel
Kristian Reichel, född 11 juni 1998, är en tjeckisk professionell ishockeyforward som är kontrakterad till Winnipeg Jets i National Hockey League (NHL) och spelar för Manitoba Moose i American Hockey League (AHL).
Han har tidigare spelat för HC Litvínov i Extraliga och Red Deer Rebels i Western Hockey League (WHL).
Reichel blev aldrig NHL-draft.
Han är son till Robert Reichel och kusin till Lukas Reichel.

## Statistik
| 2015–2016        | HC Litvínov      | Extraliga        | 15  | 3  | 1  | 4  | 4  | —  | —  | — | —  | —  |
| 2016–2017        | HC Litvínov      | Extraliga        | 41  | 2  | 6  | 8  | 8  | 5  | 0  | 0 | 0  | 0  |
|                  | HC Most          | 1.liga           | 3   | 2  | 1  | 3  | 0  | —  | —  | — | —  | —  |
| 2017–2018        | Red Deer Rebels  | WHL              | 63  | 34 | 23 | 57 | 32 | 5  | 3  | 2 | 5  | 2  |
| 2018–2019        | Manitoba Moose   | AHL              | 55  | 2  | 8  | 10 | 14 | 24 | 13 | 6 | 19 | 21 |
| 2019–2020        | Manitoba Moose   | AHL              | 39  | 12 | 5  | 17 | 18 | —  | —  | — | —  | —  |
| 2020–2021        | Manitoba Moose   | AHL              | 29  | 6  | 6  | 12 | 8  | —  | —  | — | —  | —  |
| 2021–2022        | Winnipeg Jets    | NHL              | 1   | 0  | 0  | 0  | 0  | —  | —  | — | —  | —  |
|                  | Manitoba Moose   | AHL              | 25  | 5  | 7  | 12 | 10 | —  | —  | — | —  | —  |
| NHL totalt       | NHL totalt       | NHL totalt       | 1   | 0  | 0  | 0  | 0  | —  | —  | — | —  | —  |
| Extraliga totalt | Extraliga totalt | Extraliga totalt | 56  | 5  | 7  | 12 | 12 | 5  | 0  | 0 | 0  | 0  |
| AHL totalt       | AHL totalt       | AHL totalt       | 148 | 25 | 26 | 51 | 50 | —  | —  | — | —  | —  |

### Internationellt
| Källa: Uppdaterad: 2021-12-16 | Källa: Uppdaterad: 2021-12-16 | Källa: Uppdaterad: 2021-12-16 |         | Utv = Utvisningsminuter | Utv = Utvisningsminuter | Utv = Utvisningsminuter | Utv = Utvisningsminuter | Utv = Utvisningsminuter |
| År                            | Lag                           | Mästerskap                    | Matcher | Mål                     | Assists                 | Poäng                   | Utv                     |                         |
| ----------------------------- | ----------------------------- | ----------------------------- | ------- | ----------------------- | ----------------------- | ----------------------- | ----------------------- | ----------------------- |
| 2015                          | Tjeckien                      | Ivan Hlinka                   | 4       | 1                       | 2                       | 3                       | 0                       |                         |
| 2016                          | Tjeckien                      | U18-VM                        | 5       | 0                       | 3                       | 3                       | 0                       |                         |
| 2017                          | Tjeckien                      | JVM                           | 5       | 0                       | 0                       | 0                       | 0                       |                         |
| 2018                          | Tjeckien                      | JVM                           | 7       | 3                       | 1                       | 4                       | 4                       |                         |
| Junior totalt                 | Junior totalt                 | Junior totalt                 | 21      | 4                       | 6                       | 10                      | 4                       |                         |